# Barton Hepburn
Pour les articles homonymes, voir Hepburn.
Barton Hepburn né le 28 février 1906 à Minneapolis (Minnesota), et mort le 9 octobre 1955 à Los Angeles (Californie), est un acteur américain, spécialisé dans les drames et les comédies.

## Biographie
Barton Hepburn fait ses débuts au cinéma en 1929, tout en étant acteur de théâtre à Broadway (Prisoners of War en 1935, Sea Dogs en 1939), avant de revenir au cinéma dans les années 1940.

## Filmographie
- 1929 : Je suis un assassin (The Valiant) de William K. Howard : Joe Douglas jeune (non crédité)
- 1929 : Painted Faces
- 1929 : Dynamite de Cecil B. DeMille : le véritable assassin
- 1942 : City of Silent Men
- 1942 : Inside the Law (en) Hamilton MacFadden
- 1943 : Hi Diddle Diddle de Andrew L. Stone : Peter Warrington III
- 1944 : The Bridge of San Luis Rey de Rowland V. Lee : Don Gonzalo
- 1945 : A Song for Miss Julie
- 1950 : Johnny One-Eye